# Gestión de acceso web
Gestión de acceso web (WAM) es una forma de administración de identidad que controla el acceso a los recursos web, proporcionando administración de autentificación, autorizaciones basadas en políticas, auditoría e informes de servicios (opcional) y comodiad de  autenticación única.
La administración de autenticación es el proceso de determinar la identidad de un usuario (o aplicación). Normalmente, esto se hace solicitando un nombre de usuario y una contraseña. Los métodos adicionales de autenticación también pueden incluir tokens de acceso (que generan contraseñas de un solo uso) y certificados digitales.
Una vez que se confirma la identidad de un usuario (o proceso), entra en juego la autorización basada en políticas. Un recurso web puede tener una o más políticas adjuntas que digan, por ejemplo, "solo permitir que los empleados internos accedan a este recurso" y / o "solo permitir que los miembros del grupo de administradores accedan a este recurso". El recurso solicitado se utiliza para buscar la política, y luego la política se evalúa comparándola con la identidad del usuario. Si el usuario pasa la evaluación de la política, se le otorga acceso al recurso. Si el usuario falla la evaluación, se deniega el acceso.
Después de tomar una decisión de política de autenticación o autorización, el resultado se puede registrar para fines de auditoría, como:
- determinar el último tiempo de inicio de sesión de un usuario
- identificar intentos de obtener acceso a recursos protegidos.
- registrar cualquier acción administrativa

Como beneficio para el usuario final, un producto de administración de acceso web puede vincular esta seguridad (lo que es más bien un beneficio para el personal administrativo y de TI), y ofrecer un inicio de sesión único, el proceso mediante el cual un usuario inicia sesión solo una vez para un recurso web, y luego se registra automáticamente en todos los recursos relacionados. Los usuarios pueden tener inconvenientes cuando intentan autenticarse en varios sitios web a lo largo del día (potencialmente cada uno con diferentes nombres de usuario y contraseñas). Un producto de administración de acceso web puede registrar la autenticación inicial y proporcionar al usuario una cookie que actúa como un token temporal para la autenticación de todos los demás recursos protegidos, lo que requiere que el usuario inicie sesión solo una vez.